# Kamba (taal)
Het Kamba is een Bantoetaal en de moedertaal van de Kamba. Zij noemen hun taal Kekamba of Kikamba.

## Statistieken
Het Kamba wordt vooral gesproken in de Keniaanse districten Machakos, Makueni,  Kwale en Kitui, waar zich de grootste concentratie Kamba bevindt. Buiten Kenia wordt het Kamba gesproken door ongeveer 5.000 Tanzanianen. In 2009 spraken 3.893.000 Afrikanen het Kamba als moedertaal en 6.000 als tweede taal.

## Kenmerken
Het Kamba kent drie dialecten, waarbij het in Machakos gesproken dialect wordt beschouwd als de standaardtaal. Het woordenschat van de Kamba vertoont overeenkomsten met enkele andere Bantoetalen, zoals het Kikuyu, het Meru, en het Embu. In het alfabet ontbreken de letters 'h', 'q' en 'r'.